# L-amminoacido deidrogenasi
La L-amminoacido deidrogenasi è un enzima appartenente alla classe delle ossidoreduttasi, che catalizza la seguente reazione:
un L-amminoacido + H2O + NAD+ ⇄ un 2-ossoacido + NH3 + NADH + H+
L'enzima agisce sugli aminoacidi alifatici.